# Melcher-Dallas
Melcher-Dallas è una città degli Stati Uniti d'America, situata nello Stato dell'Iowa, nella contea di Marion.